# Гимназија „Стеван Пузић” Рума
Гимназија „Стеван Пузић" је гимназија у Руми. Једна је од пет гимназија на подручју Сремског округа.

## Историјат
Претеча данашње гимназије била је „средња школа“ основана 1770. године, у згради поред Вазнесењске цркве. Иако гимназија није била дугог века, она је убрзо по оснивању стекла велики углед међу Србима у тадашњем Хабзбуршком царству. 
Данашња гимназија је образована 1912. године, оснивањем Реалне (српске) гимназије. Она је првобитно била смештена у зграду Српске основне школе (данас зграда Основне школе „Јован Јовановић Змај"). Као таква, гимназија је трајала до Другог светског рата.
Током Другог светског рата рад гимназије је био изузетно отежан. После рата гимназија је наставила рад са повећаним бројем ученика. 1952. године десила се реформа школства, којом је гимназија постала четворогодишња. 1959. године румска гимназија је понела данашњи назив, у спомен на свог у рату погинулог ђака, Стевана Пузића.
Школске 1963/64. године Гимназија „Стеван Пузић“ је добила нову, савремену зграду у Партизанској улици, где је и дан-данас.
Данас је Гимназија „Стеван Пузић“ једна од најважнијих образовних установа на тлу Срема и најважнија у Руми.

## Познати ученици гимназије
Румску гимназију „Стеван Пузић“ су похађали: 
- Александар Берчек,
- Љиљана Суботић,
- Бранислав Макеш,
- Васа Поповић,
- Угљеша Крстић.